# Kvaternarna struktura nukleinskih kiselina
Kvaternarna struktura nukleinskih kiselina se odnosi na interakcije između molekula nukleinskih kiselina, ili između molekula nukleinskih kiselina i proteina. Koncept je analogan sa kvaternarnom strukturom proteina, mada analogija nije perfektna. Termin se koristi za znatan broj različitih koncepta o nukleinskim kiselinama.
Kvaternarna struktura se može odnositi na organizaciju DNK visokog nivoa u hromatinu, uključujući interakcije sa histonima. Ona se može odnositi na interakcije između zasebnih RNK jedinica u ribozomu
ili splajsosomu. Termin se takođe koristi za opisivanje hijerarhijske strukture veštačkih gradivnih blokova nukleinskih kiselina koji se koriste u DNK nanotehnologiji.